# Dalpe
Dalpe es una comuna suiza del cantón del Tesino, situada en el distrito de Leventina, círculo de Quinto. Limita al norte con la comuna de Prato, al noreste con Osco, al este con Faido, al sur con Chironico, y al oeste con Lavizzara.
Hace parte del territorio comunal la localidad de Cornone.